# Gottlieb Friedrich Abel
Gottlieb Friedrich Abel (* 3. Juni 1763 in Stuttgart; † 16. Mai 1820 ebenda) war ein deutscher Kupferstecher und Botaniker. Sein offizielles botanisches Autorenkürzel lautet „Abel.“

## Leben

### Familie
Gottlieb Friedrich Abel war der Sohn von Johann Michael Abel (* um 1737; † 25. Dezember 1780 in Ludwigsburg) und dessen Ehefrau Regine Gottliebin (geb. Müller) (* um 1740; † 20. August 1783 in Ludwigsburg).
Er war mehrfach verheiratet. In erster Ehe heiratete er am 2. Oktober 1790 Hedwig Elisabeth (* 1754; † 28. Dezember 1801 in Stuttgart), die Tochter des Geistlichen Jakob Friedrich Hoffmann (1703–1761). In zweiter Ehe war er mit Charlotte (7. Dezember 1782 in Tübingen; 27. Februar 1847 in Stuttgart), der Tochter des Tübinger Buchhändlers Johann Friedrich Heerbrandt (siehe Osiandersche Buchhandlung#1778 bis 1920 Dynastie Heerbrandt, Osiander, Köhler), verheiratet.

### Werdegang
Gottlieb Friedrich Abel besuchte seit 1775 die Karlsschule in Stuttgart und war ein Schüler von Johann Gotthard von Müller.
Seit 1786 war er als königlich württembergischer Hofkupferstecher in Stuttgart tätig. Um 1808 arbeitete er an der Bohnenbergschen Karte von Schwaben und fertigte zwei große Pläne von Hohenheim sowie vom Schloss Solitude bei Stuttgart und 1794 einen Stadtplan von Stuttgart.
Zwischen 1790 und 1794 entstanden 125 kolorierte Blätter zu Johann Daniel Reitters Beschreibung und Abbildungen der in Teutschland seltenen wildwachsenden und einiger bereits naturalisierter Holz-Arten. Weitere kolorierte Blätter enthält dessen Schrift Beschreibung und Abbildung der in Deutschland seltener wildwachsenden und einiger bereits naturalisirten Holz-Arten von 1803.
Von 1788 bis 1792 war er Lehrer der Kupferstecherkunst an der Karlsschule.

## Werke (Auswahl)

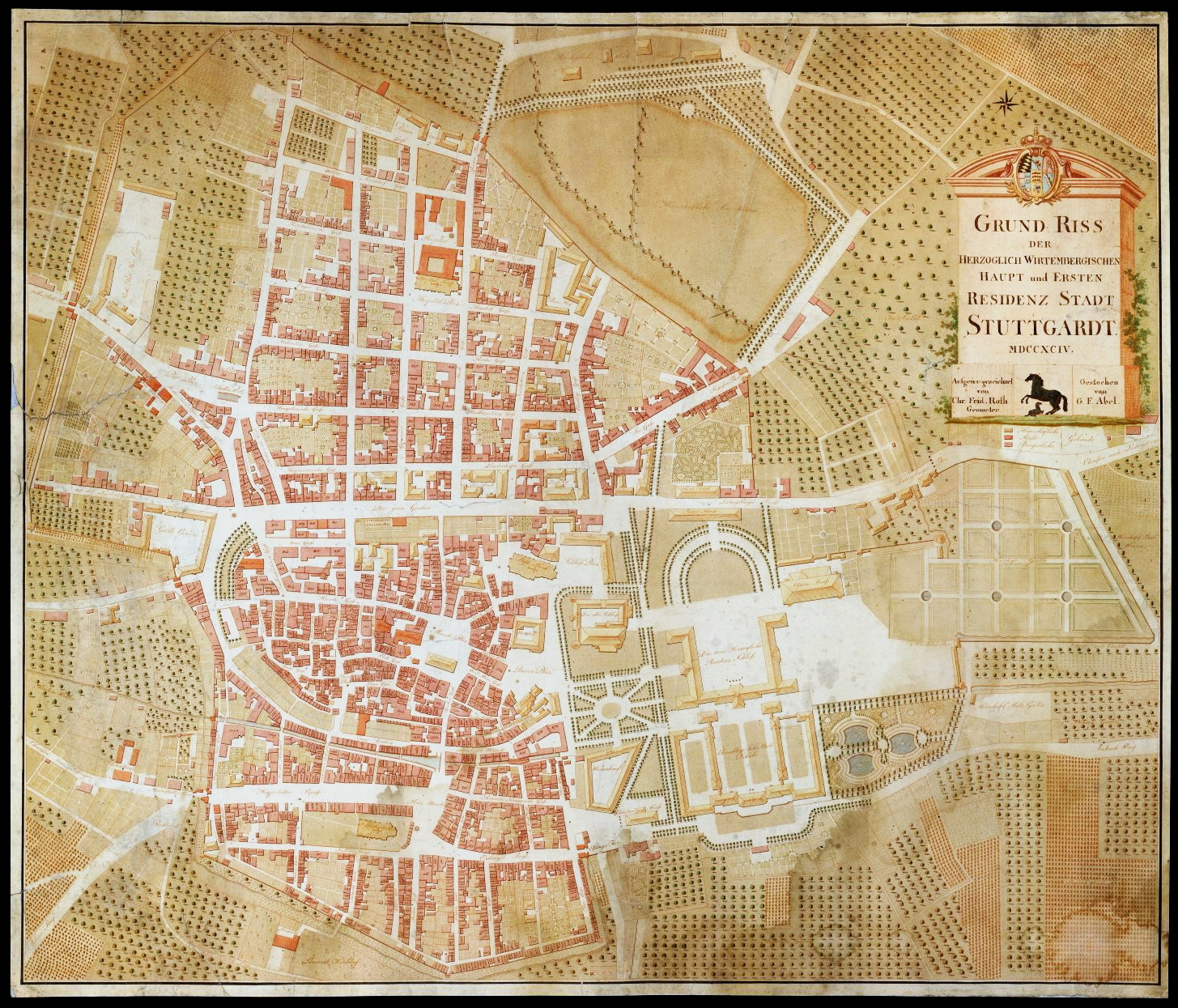
Stadtplan von Stuttgart, 1794

- Reinhard Ferdinand Heinrich Fischer; Gottlieb Friedrich Abel: Topographischer Plan der Gartenanlage von Schloss Solitude. 1777.[4]
- Reinhard Ferdinand Heinrich Fischer; Gottlieb Friedrich Abel: Grundriss von Schloss Solitude. 1785.[5]
- Kaiserwahl in Frankfurt, 30. September 1790. 1791.[6]
- Leopold II. (1747–1792), deutscher Kaiser 1790–1792, auf dem Thron. 1791.[7]
- Christian Friedrich Roth; Gottlieb Friedrich Abel: Stuttgart, Stadtplan. 1794.[8]
- Johann Daniel Reitter; Gottlieb Friedrich Abel: Abbildung Der Hundert Deutschen Wilden Holz-Arten Nach Dem Nummern-Verzeichnis Im Forst-Handbuch Von F. A. L. Von Burgsdorf. o. O. 1790–[1794] (Digitalisat).
- Plan des ägyptischen Feldzugs Napoléons 1798. 1798/1800.[9]
- Johann Gottlieb Friedrich Bohnenberger; Gottlieb Friedrich Abel: Charte von Schwaben No. 22. 1800.[10]
- Johann Daniel Reitter; Gottlieb Friedrich Abel: Beschreibung Und Abbildung Der In Deutschland Seltener Wildwachsenden Und Einiger Bereits Naturalisirten Holz-Arten. Selbstverlag, Stuttgart 1803 (Digitalisat).